# 藁の楯
『藁の楯』（わらのたて）は、木内一裕による2004年の警察小説。『ビー・バップ・ハイスクール』で知られる漫画家・きうちかずひろが本名の木内一裕名義で発表し、小説家デビューを果たした。
後に映画化され、2013年4月26日に公開された。

## ストーリー
「この男を殺して下さい。名前・清丸国秀。お礼として10億円お支払いします。」という衝撃的な広告が全国の主要な新聞に一斉に掲載された。
警視庁SPの銘苅はこの広告を知った当初は子供じみていると侮っていたが、広告についてのニュースを見ているうちに逆に「この広告を本気にしないものなどいないのではないか」と考えていた。そんな銘苅に清丸を護送する任務が言いつけられた。

## 登場人物
銘苅一基（めかり かずき）
警視庁警備部警護課機動警護班のSP。後輩の白岩らとともに清丸の護送任務に当たる。
清丸国秀（きよまる くにひで）
残虐な殺人犯。7年前に西野めぐみ（当時6歳）を殺害し服役。出所直後に蜷川知香（当時7歳）を惨殺し、彼女の祖父である蜷川隆興から懸賞金を懸けられる。
蜷川隆興（にながわ たかおき）
財界の大立て者。政官界にも強い影響力を示す。蜷川知香の祖父。
サライヤ
謎の男。復讐に命を賭ける蜷川隆興に近づき、懸賞金や新聞広告、コールセンター、webサイト（キヨマル・サイト）などの手段を講じた。奥村からは諜報員ではないかと考えられている。
清丸護送チーム
白岩篤史（しらいわ あつし）
銘苅の後輩。所属も同じ警護課機動警護班。銘苅からは「バカ。」「いいやつ。」と言われている。　
護送チームの一人である神箸については「いかにも暴力デカってかんじですね。」と銘苅に漏らしている。
奥村武（おくむら たけし）
警視庁捜査一課警部補。
神箸正貴（かんばし まさたか）
同巡査部長。
関谷賢示（せきや けんじ）
福岡県警捜査一課巡査部長。
由里千賀子（ゆり ちかこ）
静岡県のタクシー運転手。清丸の護送を手助けする。

## 書誌情報
- 『藁の楯』講談社刊、2004年10月発行、ISBN 978-4-06-275846-8
- 同 文庫本 講談社刊、2007年10月発行

## 映画版
三池崇史監督により、アクション・スリラー映画として2013年に『藁の楯 わらのたて』のタイトルで映画化。2013年4月26日に全国にて公開。日本テレビ放送網開局60周年記念作品。第66回カンヌ国際映画祭コンペティション部門に正式出品された。

### ストーリー
元・経団連会長である経済界の大物・蜷川隆興の孫娘が、清丸国秀によって殺害された。
隆興は逃亡中の清丸を殺すために、全国紙の全面広告（裏から手を回して不可能な広告を載せた）や消せないとされるインターネットサイトを通じ、「清丸を殺した者に懸賞金10億円を出す」と発表、全国民に対して清丸殺害の協力を依頼した。その条件は、下記のようなものであった。
- 「一、清丸国秀に対する殺人罪もしくは傷害致死で有罪を受けた者。複数可」
- 「二、国家の許可を持って清丸国秀を殺害した者」

福岡で潜伏していた清丸は、匿ってもらっていた人物に殺されそうになり、恐れをなして警察に出頭した。
警察庁の上層部は、福岡⇔東京の清丸移送に厳重な警護（SP）をつける。警護には警視庁警護課第4係の銘苅一基警部補と、同じく第3係の女性SPの白岩篤子巡査部長が選ばれた。また、警視庁捜査一課の刑事である奥村武警部補と神箸正樹巡査部長も同行し、福岡に発った。
福岡に着いた警視庁の護送メンバーは、清丸が留置場で警察官に襲われて手当てを受けている病院にかけつけるが、そこでも看護婦によって薬物投与の殺人未遂が起こる。福岡県警の護送メンバーである関谷賢示巡査部長と合流し、清丸の護送が始まる。
大型トラックで逆走して爆破しようとする者によって、足止めを食った護送車に大量の機動隊もつけられるが、逆に彼らをも敵にまわす可能性のある懸賞額であった。高速から新幹線、一般道と転々と移動手段を変えるにもかかわらず場所が特定され、次々と清丸を狙う人々が現れる。

### 主な登場人物

#### 清丸国秀移送チーム
銘苅一基（めかり かずき）
警視庁警備部警護課警護第4係所属のSPで、階級は警部補。清丸移送の任務に徹する。
妻がおり女の子を身篭っていたが、かつて交通刑務所で服役していた飲酒運転の無免許ドライバーに胎児もろとも轢き殺された暗い過去を持つ。
白岩篤子（しらいわ あつこ）
警視庁警備部警護課警護第3係所属のSPで、階級は巡査部長。逮捕術・射撃術はトップレベル。シングルマザーで出世できないといわれる。剣道5段。
奥村武（おくむら たけし）
警視庁刑事部捜査第一課の刑事で、階級は警部補。
神箸正貴（かんばし まさたか）
警視庁刑事部捜査第一課の刑事で、階級は巡査部長。蜷川知香の殺害現場に立ち会った。
関谷賢示（せきや けんじ）
福岡県警察刑事部捜査第一課の刑事で、階級は巡査部長。唯一の警視庁以外のメンバーである。

#### 清丸と主な関係者
清丸国秀（きよまる くにひで）
殺人犯。8年前に西野めぐみという少女を殺害した罪で服役。その仮出所から数か月後、蜷川知香を世田谷の用水路で暴行の末に殺害する。
蜷川隆興（にながわ たかおき）
元経団連会長で資産家であり、清丸に殺害された蜷川知香（にながわ ちか）の祖父。孫娘の仇である清丸に10億円の懸賞金を掛け、その殺害を全国民に呼び掛ける。
田中（たなか）
かつて清丸と刑務所で知り合った縁で清丸を匿っていたが、賞金10億円に目がくらみ清丸の殺害を図る。
西野（にしの）
8年前、娘の西野めぐみを清丸に殺される。
清丸妙子（きよまる たえこ）
清丸国秀の母親。一人で国秀を育てた。

#### 警察関係者
大木（おおき）
警視庁警備部警護課警護第4係長で、階級は警部。銘苅一基の上司で、この移送の警護を銘苅に要請する。
高峰（たかみね）
警視正で、清丸移送指揮の責任者。
町田晃（まちだ あきら）
福岡南警察署の留置係。病気の妻がいる。
真壁将太（まかべ しょうた）、藤平達男（ふじひら たつお）
福岡県警機動隊員。

#### その他
由里千賀子（ゆり ちかこ）
タクシードライバー。箱根で個人タクシーを営んでおり、清丸国秀の移送に協力する。
衣笠ちえ（きぬがさ ちえ）
福岡中央病院に勤める看護師。夫がリストラされ生活苦。
野坂（のさか）
新幹線の車掌。
榊田（さかきだ）
中小企業の経営者。多額の借金を抱え母の介護をしている。

### キャスト
- 銘苅一基：大沢たかお
- 白岩篤子：松嶋菜々子
- 奥村武：岸谷五朗
- 関谷賢示：伊武雅刀
- 神箸正樹：永山絢斗
- 大木係長：本田博太郎
- 高峰警視正：伊吹剛
- 西野：高橋和也
- 由里千賀子：余貴美子
- 野坂車掌：吉沢眞人
- 公安の男：音尾琢真
- 榊田：長江健次
- 刑事：四方堂亘
- 暴漢：小沢和義
- 暴漢：山口祥行
- 暴漢：本宮泰風
- 衣笠ちえ：蜷川みほ
- タクシー運転手：諏訪太朗
- 捜査一課長：菅原大吉
- 刑事部長：坂田雅彦
- 蜷川の部下：須藤雅宏
- 福岡県警刑事：橋本一郎
- 田中：新妻聡
- 福岡県警刑事：中野裕斗
- 医師：仁科貴
- 町田晃：寿大聡
- 真壁将太：黒石高大
- 藤平達男：沖原一生
- 救急隊員：並樹史朗
- 警視：野口雅弘
- トレーラー運転手：勝矢
- 藤井恒久（日本テレビアナウンサー）
- 菅谷大介（日本テレビアナウンサー）
- 桝太一（日本テレビアナウンサー）
- 佐藤啓（中京テレビ放送アナウンサー）
- 藤井利彦（中京テレビ放送アナウンサー）
- 市野瀬瞳（中京テレビ放送アナウンサー）
- 清丸国秀：藤原竜也
- 蜷川隆興：山﨑努

### 製作
アクション・シーンの撮影は名古屋市や三重県の四日市港、台湾で、また、列車での護送のシーンは台湾高速鉄道を使って撮影された。
台湾で撮影されたのは安全保障上の理由から日本で撮影許可がおりなかったためで、三池は「日本ではここまでだよねという了解を、映画を作る我々が持ってしまっている。それを崩そうと思った」と動機を述べた。

### スタッフ
- 原作：木内一裕
- 監督：三池崇史
- 脚本：林民夫
- 音楽：遠藤浩二
- 主題歌：氷室京介「NORTH OF EDEN」（ワーナーミュージック・ジャパン）Produced by Rob Cavallo
- 製作指揮：城朋子、ウィリアム・アイアトン
- 製作 - 藤本鈴子、久松猛朗、奥野敏聡、入江祥雄、川邊健太郎、遠藤真郷、藤門浩之
- エグゼクティブプロデューサー：奥田誠治、小岩井宏悦
- プロデューサー：北島直明、坂美佐子、前田茂司
- 撮影：北信康
- 照明：渡部嘉
- 美術：林田裕至
- 録音：中村淳
- 装飾：坂本朗
- 編集：山下健治
- 助監督：渡辺武
- 音響効果：柴崎憲治
- CGIディレクター：太田垣香織
- キャスティングプロデューサー：伊東雅子
- ラインプロデューサー：今井朝幸、善田真也
- 制作担当：堀岡健太、中島正志
- ガンエフェクト：BIG SHOT
- 台湾製片：張華坤
- 警察監修：古谷謙一
- 台湾協力：城市電影公司、台北市政府、台北市文化局、台北市電影委員會、台灣高速鐵路股份有限公司
- 配給：ワーナー・ブラザース映画
- 制作プロダクション：OLM
- 制作協力：楽映舎
- 製作幹事：日本テレビ放送網、ワーナー・ブラザース映画
- 製作：映画「藁の楯」製作委員会（NTV、ワーナー・ブラザース映画、OLM、講談社、Yahoo! JAPAN、ジェイアール東日本企画、ytv、STV、MMT、SDT、CTV、HTV、FBS）

### 封切り
第66回カンヌ国際映画祭コンペティション部門に正式出品され、20作品に残った。エンタメ作品が選ばれるのはカンヌでは珍しく、三池も「正直、意外だった」と主催者に向けて発言したが、「カンヌっぽくないからといって、おじけづいても仕方がない。せっかく選んでいただいたんだから、その空気を楽しみたい」と開き直り、「激しく賛否両論を巻き起こせるといい」と語った。
かつて公式上映で観客に罵倒されたことのある三池は、カンヌでの酷評も「自分の作品の場合は想定内」と語っている。
丸の内ピカデリー1、新宿ピカデリー、渋谷HUMAXシネマ、TOHOシネマズ六本木ヒルズ他全国325スクリーンで公開され、2013年4月27、28日の初日2日間で興収1億8,692万8,400円、動員14万5,148人になり、映画観客動員ランキング（興行通信社調べ）で初登場第5位となった。
2014年5月30日、金曜ロードSHOW! (日本テレビ系列)にて地上波初放送。

### キャッチコピー
- この男を殺してください。御礼に10億円差し上げます。（ティザー版）
- 日本全国民が、敵になる―（本ポスター版）
- 懸賞金10億円の凶悪犯を護送せよ!（本ポスター版）

### 受賞・評価
雑誌『映画芸術』2013年日本映画ベストテン＆ワーストテンでは、ワースト9位と評価された。

### Blu-ray / DVD
発売元はワーナー・ホーム・ビデオ。
- 藁の楯 わらのたて 通常版（1枚組、Blu-ray版は2013年9月18日、DVD版は2013年9月28日発売）
  - 映像特典
    - 特報・劇場予告編・TVスポット集
    - キャスト / スタッフ（メニュー）

  - 初回限定特典
    - ミニプレス（16P）
- 【初回限定生産】藁の楯 わらのたて ブルーレイ&DVDセット プレミアム・エディション（3枚組、2013年9月18日発売）
  - ディスク1：本編Blu-ray（通常版と同様）
  - ディスク2：本編DVD（通常版と同様）
  - ディスク3：特典DVD
    - メイキング
    - インタビュー集（大沢たかお / 松嶋菜々子 / 藤原竜也 / 監督：三池崇史）
    - 舞台挨拶集
      - 完成報告記者会見
      - 世界最速試写会舞台挨拶
      - 三池崇史監督presents 大人だけの空間イベント with 大沢たかお
      - ジャパンプレミア試写会&レッドカーペット
      - 公開記念舞台挨拶

    - 未公開シーン集
    - 三池崇史監督×氷室京介対談

  - 封入特典
    - オフショット入り映画撮影プロデューサー日誌（52P）
    - ミニプレス（Blu-ray単品版及びDVD単品版の初回限定特典と同様）

  - 特製アウターケース付きデジパック仕様

### テレビ放送
| 回数 | テレビ局   | 番組名（放送枠名） | 放送日        | 放送時間      | 放送分数 | 視聴率 | 備考 |
| ---- | ---------- | ------------------ | ------------- | ------------- | -------- | ------ | --- |
| 1    | 日本テレビ | 金曜ロードSHOW!    | 2014年5月30日 | 21:00 - 22:54 | 114分    | 13.0%  | テレビ初放送。 |
| 2    | 日本テレビ | 金曜ロードSHOW!    | 2017年6月30日 | 21:00 - 22:54 | 114分    | 10.4%  | 当初は「ダーク・シャドウ」を放送予定だったが、6月23日に放送予定だった『バトルシップ』が6月17日に起きた米海軍ミサイル駆逐艦「フィッツジェラルド」の衝突事故の影響で自粛し一週繰り上げしたため、急遽放送された。 |
| 3    | 日本テレビ | 映画天国           | 2020年1月28日 | 1:59 - 3:59   | 120分    | 2.0%   | 「AI崩壊」公開記念で放送。 |

- 視聴率はビデオリサーチ調べ、関東地区・世帯・リアルタイム。

### リメイク版
- 日本テレビ、All Nippon Entertainment Works、Depth of Field（DOF）の共同企画によるリメイク版が、2017年公開予定[13]と報道されたが、2018年現在も映画の情報は明らかになっていない。